# Apodiformes
Los apodiformes (del griego a, "sin" y podos, "pies") son un orden de aves neognatas caracterizadas por el pequeño tamaño de las patas, lo que da nombre al orden. Se conocen 438 especies.
Tradicionalmente, el orden contuvo a tres familias: los vencejos y salanganas (familia Apodidae), los vencejos arborícolas (familia Hemiprocnidae) y los colibríes o picaflores (Trochilidae).
En la taxonomía de Sibley-Ahlquist, los colibríes están separados de los apodiformes como un nuevo orden (Trochiliformes); sin embargo, los colibríes y vencejos tienen entre sí similitudes anatómicas y diversos autores no aceptan dicha separación.
Por otro lado, se incorporaron los egotelos (familia Aegothelidae) que durante mucho tiempo se clasificaron en el orden Caprimulgiformes.